# 维特雷 (德塞夫勒省)
维特雷（法語：Vitré，法語發音：[vitʁe] ⓘ）是法国德塞夫勒省的一个旧市镇，属于尼奥尔区。2013年，博赛与市镇博赛合并为新市镇博赛-维特雷。

## 地理
维特雷（46°17'2"N, 0°11'53"W）面积9.87 平方千米，位于法国新阿基坦大区德塞夫勒省，该省份为法国西部内陆省份，北起曼恩-卢瓦尔省，西接旺代省，南至夏朗德省和滨海夏朗德省，东临维埃纳省。
维特雷的时区为UTC+01:00、UTC+02:00（夏令时）。

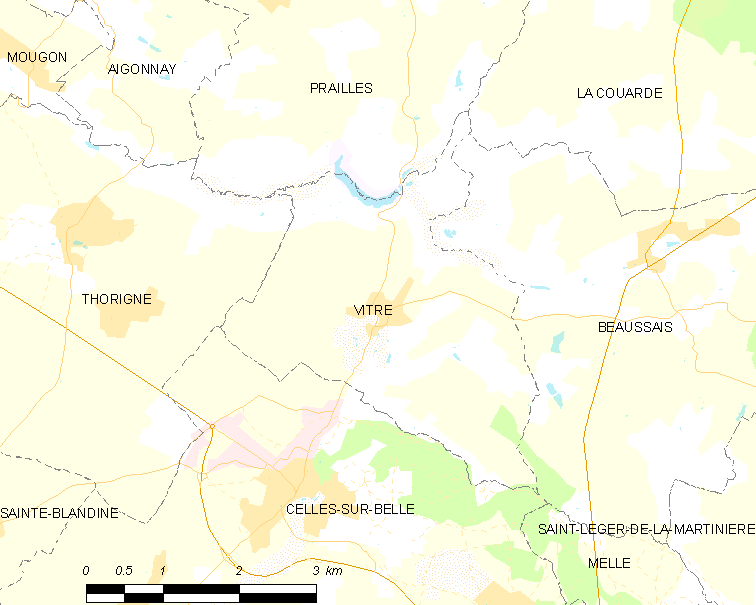
维特雷的OSM定位图

## 行政
维特雷的邮政编码为79370，INSEE市镇编码为79353。

## 政治
维特雷所属的省级选区为贝勒河畔塞勒县。

## 人口

1962-2008年间维特雷人口变化图示

维特雷于2018年1月1日时的人口数量为536人。